# Carl Friedrich Schmeidler
Carl Friedrich Schmeidler (ur. 21 sierpnia 1859 w Kattowitz, w Królestwie Prus, zm. 11 maja 1935 w Breslau) – niemiecki pedagog muzyczny i kompozytor.

## Pochodzenie i Rodzina
Schmeidler pochodził z szanowanej śląskiej rodziny. Jego ojciec, Wilhelm Friedrich Carl Schmeidler, pełnił funkcję sekretarza w Królewskiej Pruskiej Kolei we Wrocławiu, a matka, Ottilie Methner, zajmowała się domem. Miał brata Fritza Carla, który został sekretarzem magistratu, oraz kuzyna Conrada Schmeidlera, także nauczyciela muzyki i kompozytora.
Schmeidler był żonaty i miał sześcioro dzieci.

## Edukacja Muzyczna
Carl Schmeidler prawdopodobnie uczył się muzyki w Berlinie pod okiem Franza (lub Theodora) Kullaka i Philippa Scharwenki w latach 1876/77. Następnie kontynuował naukę na Królewskiej Wyższej Szkole Muzycznej i w Akademii Sztuk w Berlinie, gdzie od 1880 do 1882 roku uczęszczał na zajęcia z kompozycji. Warto jednak zaznaczyć, że istnieją pewne wątpliwości co do dokładności tych informacji.

## Działalność Zawodowa
Od 1887 roku Schmeidler odbywał dłuższe podróże po Europie. W latach 1890–1895 uczył w Konserwatorium Sterna w Berlinie. Od 1906 roku nauczał w Śląskim Konserwatorium we Wrocławiu oraz udzielał lekcji muzyki w Johannesgymnasium. W 1924 roku, w wieku 65 lat, przeszedł na emeryturę.

## Twórczość
Schmeidler komponował głównie pieśni i utwory na fortepian. Przykłady jego kompozycji to m.in.:
- op. 1: Drei Frühlingslieder (Trzy wiosenne pieśni) na tenor i fortepian.
- op. 5: Erinnerung. Sechs kleine Phantasiestücke für Pianoforte (Wspomnienie. Sześć małych utworów fantazyjnych na fortepian), 1890.
- op. 7: Alte Träume (Stare marzenia), pieśni.
- op. 13: Concert-Romanze (Romans Koncertowy) na fortepian.
- op. 27: Lieder (Pieśni)
- op. 51: Lieder (Am Mühlenrad) (Pieśni – Na kole młyńskim)